# Stayfriends
StayFriends är ett socialt nätverk vars fokus ligger på att återförena gamla klasskamrater. StayFriends finns i Sverige, Tyskland, Frankrike, Schweiz och Österrike och ägs av Ströer. Den svenska plattformen StayFriends.se ägs av Klassträffen Sweden AB.
Medlemmarna på StayFriends organiseras i de skolklasser som de en gång tillhört. Genom att ange län, kommun och slutligen skola och avgångsår grupperas varje medlem tillsammans med sina tidigare klasskamrater. I februari 2014 uppgavs antalet medlemmar i Sverige till ca 2,2 miljoner. På StayFriends Sverige finns över 11 000 svenska skolor och över 60 000 uppladdade klassfoton.
Medlemskapet på StayFriends är kostnadsfritt men det finns även ett avgiftsbelagt Guldmedlemskap som låser upp fler funktioner. I oktober 2007 uppgick årsavgiften till 169 kr. Utöver detta finansieras StayFriends med hjälp av reklam på webbplatsen.